# Alcis caucasica
Alcis caucasica là một loài bướm đêm trong họ Geometridae.